# Gà Araucana

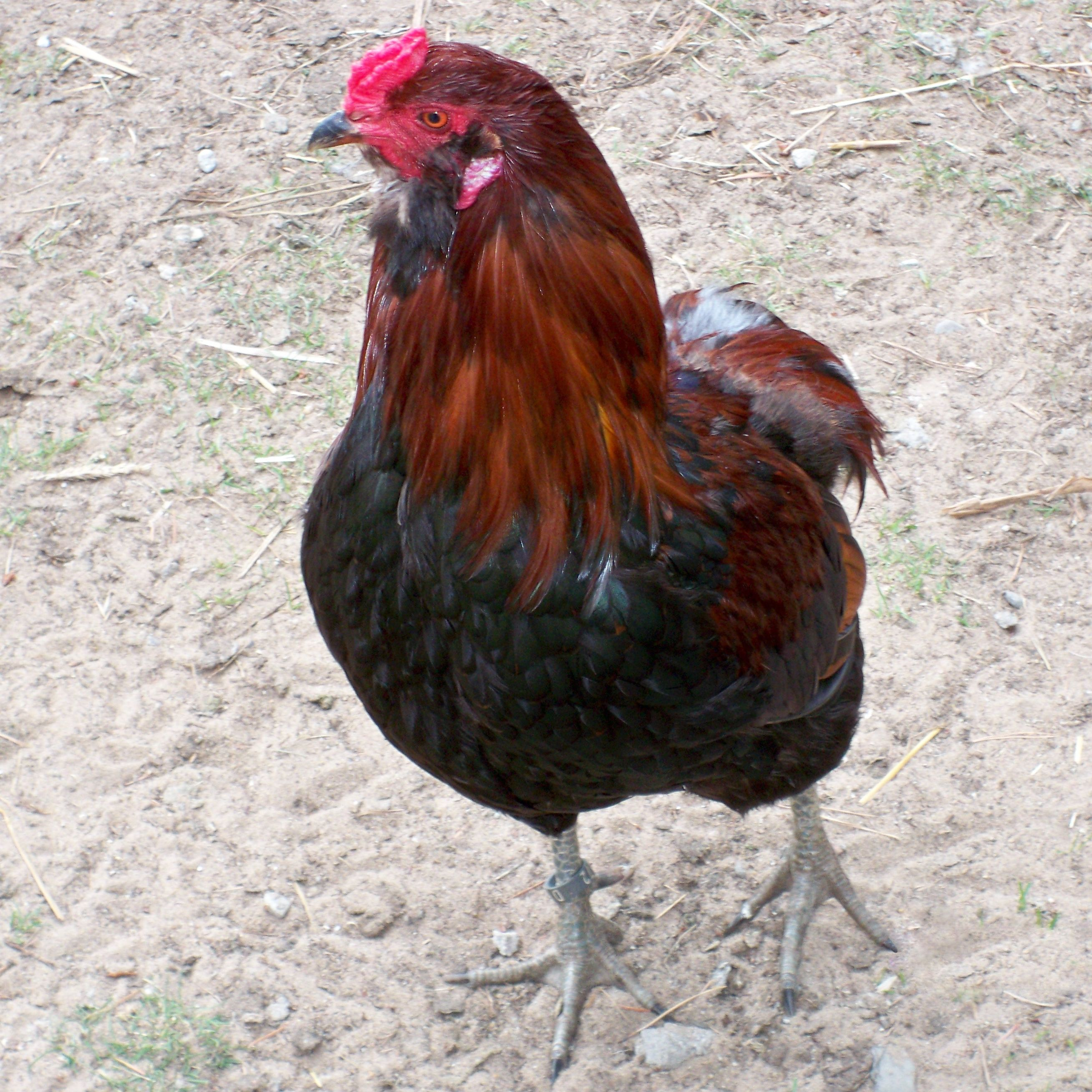
Gà Araucana

Gà Araucana (tiếng Tây Ban Nha: Gallina Mapuche, có nghĩa là gà của người Mapuche) là một giống gà có nguồn gốc từ từ Chile, Nam Mỹ. Là giống gà hiếm nổi bật, ngoài việc có hai má bông độc đáo, không đuôi, gà Araucana Nam Mỹ còn nổi tiếng với việc cho ra những quả trứng màu xanh. Nhờ vào những đặc điểm kỳ lạ này mà gà Araucana không chỉ được mua để phục vụ việc làm thịt hay đẻ trứng, chúng còn được chọn mua để làm gà kiểng.
Gà Araucana xuất hiện từ giữa thế kỷ XVI, tại địa phương thuộc vùng Mapuche. Giống gà này lần đầu tiên được nhân giống thành công tại Mỹ vào những năm 1930. Nó còn được gọi là gà Rumpless Nam Mỹ và có thể bị nhầm lẫn với các loại gà khác, đặc biệt là gà Ameraucana và gà Phục Sinh, chúng được gọi là gà cúp hay Gà cụt đuôi Nam Mỹ. Việc thiếu đi cái đuôi khiến chúng có vẻ mất đi sự cân xứng, nhưng giống gà này vẫn được nuôi khá phổ biến ở châu Mỹ.

## Đặc điểm
Ban đầu, kích cỡ của gà Araucana nhỏ (gà trống 740-850 g/con, gà mái 680-790 g/con) nhưng nó đã được lai tạo bởi các địa phương khác nhau. Nay gà Araucana có đặc điểm nổi bật là bộ lông dày, rối, lượng lông dày trên mặt với một đỉnh nhỏ trên đầu và lông gần tai dài tạo thành 2 má bông nhất là khi nhìn thẳng vào chúng. Chúng có mồng với hình dạng kỳ lạ và không có tích. Các con gà được sinh ra không có đuôi, thân gà ngắn, tròn và có kích thước hộp sọ lớn. Tại Mỹ và Canada, những con gà có đặc điểm như có tích, đuôi đều không đạt chuẩn giống gà Araucana. Giống gà này cũng có khá nhiều màu sắc như màu vàng, trắng, đen, màu tro. Hiệp hội Gia cầm Mỹ (APA) đã công nhận giống gà này có màu sắc gồm màu đen, đen ngực đỏ, vàng, trắng, màu tro. 

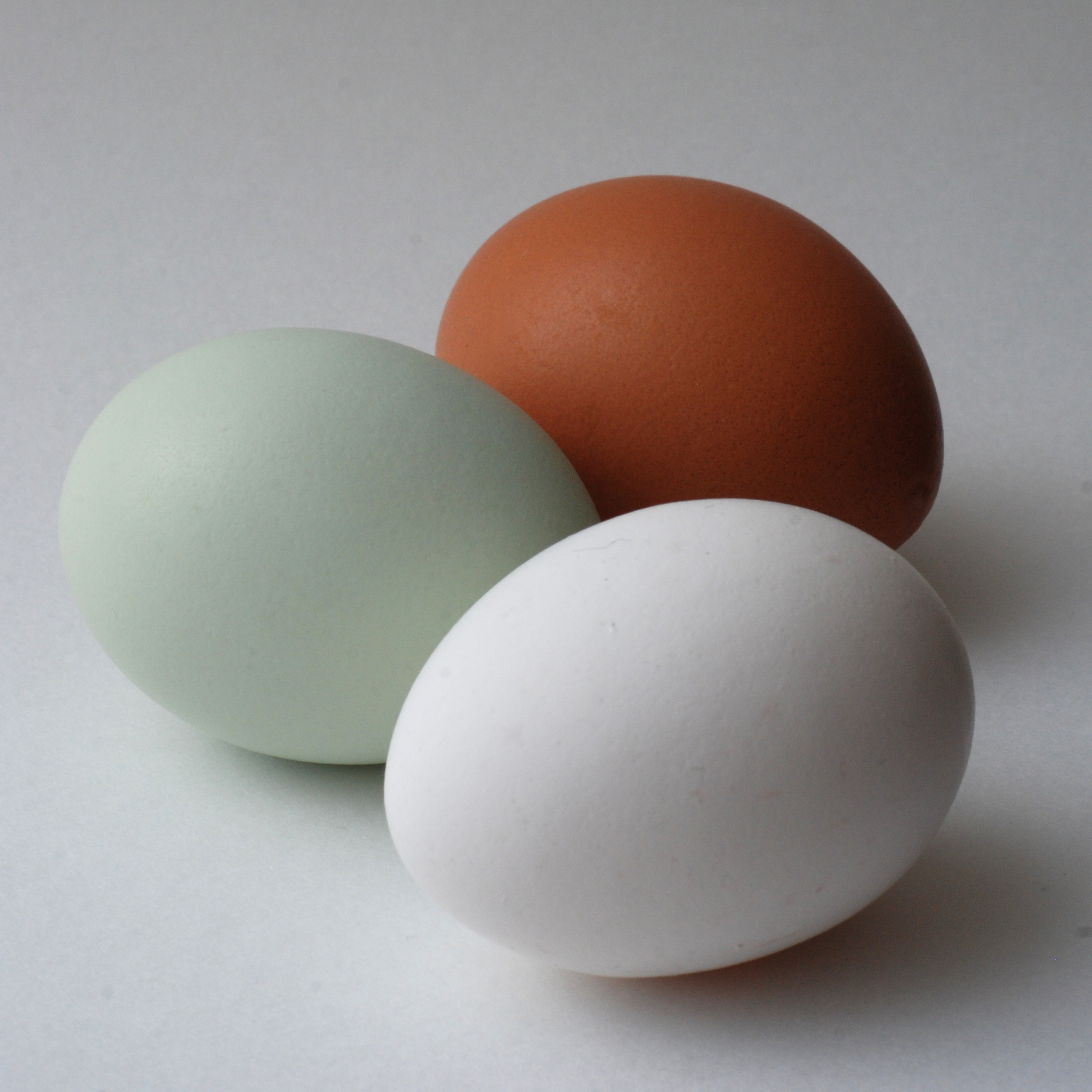
Trứng gà Araucana màu xanh ở bên trái khác với những trứng của giống gà khác

Gà Araucana là giống gà khỏe, có tốc độ tăng trưởng nhanh chóng và dễ nuôi, dễ thích nghi. Chúng có thể phát triển tốt trong cả chế độ nuôi thả và nuôi nhốt. Đây là giống gà hiền và thân thiện với người nuôi. Một con gà trống có trọng lượng trung bình khoảng 2,7-3,2 kg, gà mái khoảng 2,3-2,7 kg và có khả năng đẻ 240 trứng/năm. Sau khoảng 14 tuần thì gà Araucana sẽ đẻ trứng. Gà Araucana có xu hướng thích ấp trứng và là giống gà có khả năng chăm sóc con tốt, chúng có thể ấp và giữ trứng trong cả những điều kiện hạn chế. Khi ấp trứng, những con gà này cần cỏ tươi để làm ổ.
Trứng có màu sắc trứng kỳ lạ và quý hiếm, trứng có màu xanh. Nhưng màu sắc trứng có thể xanh xám hoặc tím đến lam ngọc hay xanh lục nhạt. Màu sắc của trứng phụ thuộc vào các biến thể gen tạo màu sắc khác nhau, việc đổi màu của vỏ trứng từ trắng sang xanh là do biến đổi của một gien và chỉ xảy ra ở giống gà này. Gà Araucana là loài gà có nguồn gen quý hiếm, những quả trứng xanh không có tác dụng xấu đến sức khỏe và có chứa hàm lượng amino acid, kẽm, vitamin cao hơn so với một số loài trứng gà khác. Trứng gà xanh có hàm lượng cholesterol thấp, mùi vị thơm ngon, có thể sử dụng tốt cho người mắc bệnh tiểu đường, huyết áp, mỡ máu, gan nhiễm mỡ, béo phì, trứng gà vỏ xanh tốt cho cả phụ nữ mang thai và sau sinh, người mới ốm dậy.

## Di truyền học
Đây được coi là một biến thể gà khác thường có nguồn gốc Nam Mỹ được gọi là araucana, được người Mapuche ở miền nam Chile nuôi. Araucana đẻ ra những quả trứng có màu xanh dương pha xanh lá cây. Từ lâu người ta đã cho rằng Araucana có mặt ở Nam Mỹ từ trước khi người Tây Ban Nha mang theo gà châu Âu đến châu lục này, đồng thời cho rằng Araucana là bằng chứng về mối liên hệ tiền Colombo xuyên Thái Bình Dương giữa người châu Á và các dân tộc sống ở Thái Bình Dương, đặc biệt là người Polynesia và Nam Mỹ.
Năm 2007, một nhóm các nhà nghiên cứu quốc tế ra báo cáo về các kết quả phân tích xương gà tìm thấy ở bán đảo Arauco (Nam Trung Bộ Chile). Xác định cacbon phóng xạ cho thấy đây là xương của những con gà có từ thời tiền Colombo, và phân tích DNA chỉ ra rằng chúng có liên hệ với gà tiền sử ở Polynesia. Các kết quả này có vẻ đã xác nhận rằng gà đến từ Polynesia và tồn tại mối liên hệ xuyên đại dương giữa Polynesia và Nam Mỹ từ trước khi Cristoforo Colombo đến châu Mỹ. Tuy nhiên, một báo cáo về sau cũng dùng mẫu vật đó để phân tích và đi đến kết luận phủ nhận tuyên bố của nghiên cứu trước.

## Phát triển
Gà đẻ trứng xanh Araucana lần đầu tiên được nhân giống thành công ở Chile vào những năm 1930, chúng quý hiếm gây tò mò với người tiêu dùng bởi khả năng đẻ trứng xanh và ngày càng hút khách. Chúng nổi bật là bộ lông rối và lông gần tai dài. Trứng của gà Araucana có vỏ màu xanh nước biển hay xanh lá cây. Một giống gà khác có nguồn gốc từ giống Araucana là Ameraucana cũng có khả năng đẻ trứng xanh lục và xanh lam. Gà giống Aracana đang được bán với giá dao động 4 - 12 USD/con tùy vào kích cỡ gà, với gà đẻ trứng có giá 20-30 USD/con. Đối với trứng gà xanh Araucana, có giá 15 USD/tá trứng.
Năm 1976, Hiệp hội Gia cầm Mỹ (APA) đã chấp nhận đề nghị của Ủy ban sửa đổi tiêu chuẩn về việc mô tả giống gà Araucana với các điểm đặc trưng riêng của loài. Năm 1999, bản quy chuẩn mới nhất của Hiệp hội American Bantam (gia cầm lùn) ABA về tiêu chuẩn xác định giống gà Araucana thuần chủng ra ra đời. Đến nay, đây là bản tiêu chuẩn quy định chung phổ biến nhất cho tất cả các nhà chăn nuôi và các nhà sản xuất giống Araucana. Do giống gà này có gen quý hiếm và được ưa chuộng ở các thị trường khó tính như Mỹ hay EU, có nhiều câu lạc bộ, hội được lập nhằm bảo vệ và phát triển giống gà Araucana trên khắp các nước như Mỹ, Tây Ban Nha, Canada...